# Tetrapogon
Tetrapogon es un género de plantas herbáceas perteneciente a la familia de las poáceas. Es originario del Mediterráneo a la India y en Sudáfrica.

## Taxonomía
El género fue descrito por René Louiche Desfontaines y publicado en Flora Atlantica 2: 388, pl. 256. 1799[1800]. La especie tipo es:  Tetrapogon villosus
Citología
Número de la base del cromosoma, x = 10. 2n = 20. 2 ploid. Cromosomas "pequeños".
Etimología
Tetrapogon: nombre genérico que deriva del griego: tetra- y pogon  que significa "cuatro" y "barba", respectivamente, en referencia a los mechones de pelos en la planta.

## Especies
- Tetrapogon bidentatus
- Tetrapogon cenchriformis
- Tetrapogon cymbiferus
- Tetrapogon dubius
- Tetrapogon ferrugineus
- Tetrapogon flabellatus
- Tetrapogon macranthus
- Tetrapogon monostachyus
- Tetrapogon mossambicensis
- Tetrapogon spathaceus
- Tetrapogon tenellus
- Tetrapogon tetrastachys
- Tetrapogon triangularis
- Tetrapogon villosum
- Tetrapogon villosus[4]